# Alanzinho

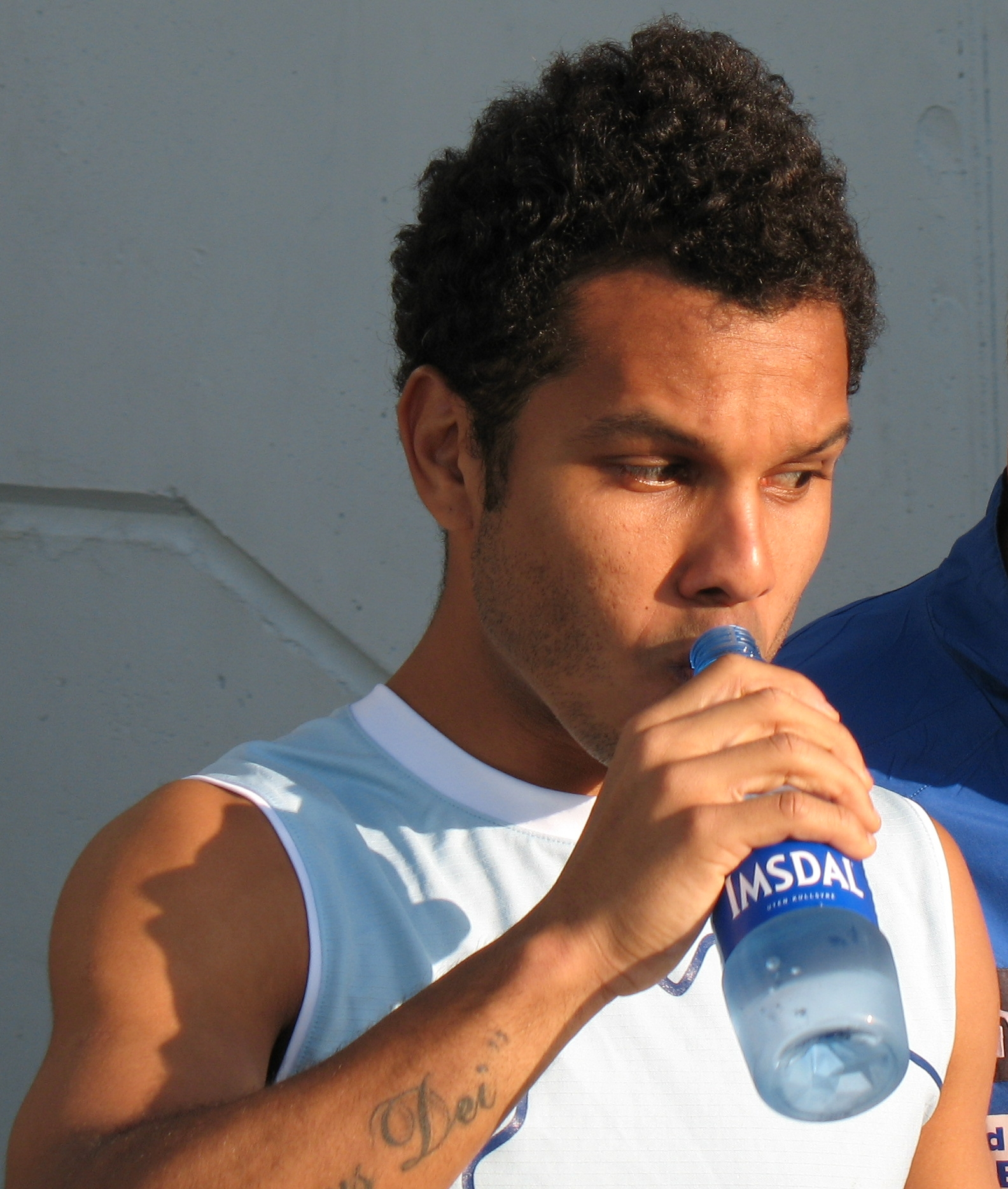
Alanzinho in 2006

Alanzinho (geboren als Alan Carlos Gomes da Costa; Rio de Janeiro, 22 februari 1983) is een  voormalig voetballer uit Brazilië die als middenvelder speelde. 
Hij begon zijn carrière in de jeugdelftal van Flamengo in Rio de Janeiro. In 2001 debuteerde hij in de Braziliaanse competitie. Na twee seizoenen bij Flamengo vertrok hij naar América FC (Rio de Janeiro). Een seizoen later ging hij bij Paranoá EC spelen.
In 2005 vertrok de Braziliaan naar Noorwegen, waar hij voor Stabæk IF ging spelen. Met Stabæk werd Alanzinho Noors kampioen. Alanzinho werd in 2008 tot beste middenvelder in de Noorse competitie gekozen. In hetzelfde en het vorige seizoen, werd hij tot beste middenvelder van het seizoen gekozen.
Vanaf 2009 speelde hij voor Trabzonspor waarmee hij in 2010 de Turkse beker won. In 2014 speelde Alanzinho kort voor Balıkesirspor en in 2015 kwam hij uit voor Gaziantep BB. Alanzinho sloot zijn loopbaan in 2016 af bij Stabæk.

## Erelijst
Stabæk Fotball
- 1. divisjon

2005
- Tippeligaen

2008